# Alvaro d'Orléans
Álvaro Antonio Fernando Carlos Felipe d'Orleans e Sassonia-Coburgo-Gotha, Principe della famiglia reale di Francia, Duca di Galliera (Coburgo, 20 aprile 1910 – Monte Carlo, 22 agosto 1997), è stato il VI Duca di Galliera.

## Biografia

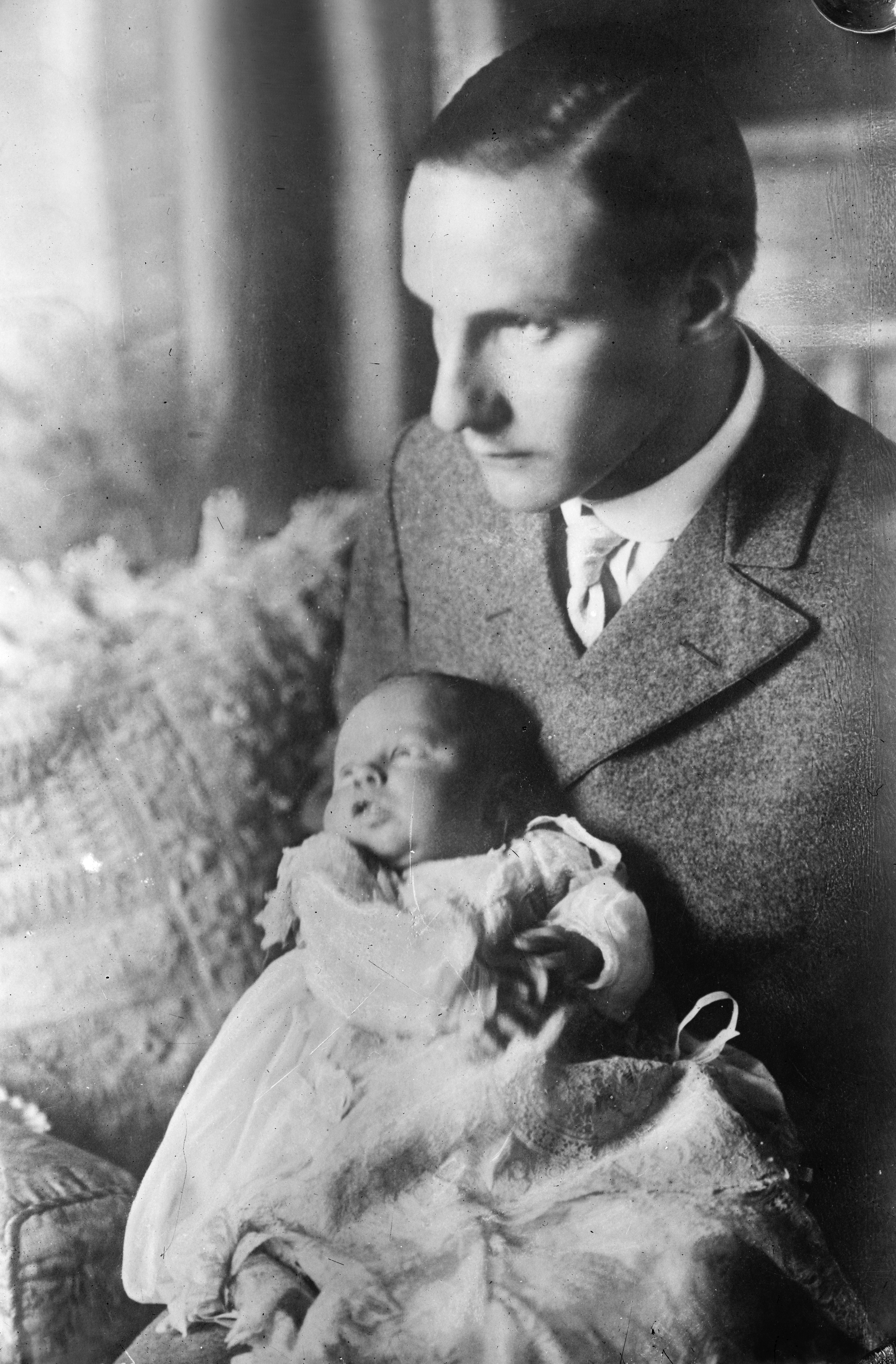
Alvaro d'Orleans tra le braccia del padre.

Nacque a Coburgo, primo figlio dell'Infante Alfonso, duca di Galliera (figlio maggiore dell'Infante Antonio, duca di Galliera e dell'Infanta Eulalia di Spagna) e della Principessa Beatrice di Sassonia-Coburgo-Gotha (figlia di Alfredo, duca di Sassonia-Coburgo-Gotha e della granduchessa Maria Alessandrovna di Russia).
Il principe Alvaro successe al titolo di Duca di Galliera, il 14 luglio 1937.

## Matrimonio
Il principe Alvaro sposò, a Roma, Carla Parodi-Delfino (Milano, 13 dicembre 1909 - Sanlúcar de Barrameda, 27 luglio 2000), figlia di Leopoldo Girolamo Parodi-Delfino, senatore del Regno d'Italia, e Lucie Henny, il 10 luglio 1937.
Ebbero quattro figli:
- Doña Gerarda d'Orléans e Parodi Delfino (25 agosto 1939), sposò Harry Freeman Santo (13 febbraio 1941), ebbero due figli. Sposata in seconde nozze Ignacio Romero y Solis, 6º Marchese di Marchelina nel 1990, ebbero figli.
- Don Alonso d'Orléans e Parodi Delfino (23 agosto 1941 - 6 settembre 1975), sposò Donna Emilia Ferrara Pignatelli, dei Principi di Strongoli (6 aprile 1940 - 22 dicembre 1999) il 12 gennaio 1966, ed ebbe due figli,  tra cui Don Alfonso d'Orléans, Duca di Galliera.
- Doña Beatriz d'Orléans e Parodi Delfino (27 aprile 1943), sposò Tommaso dei Conti Farini (16 settembre 1938) il 25 aprile 1964, ebbero due figli.
- Don Alvaro Jaime d'Orléans e Parodi Delfino (1º marzo 1947), sposò Giovanna San Martino d'Agliè dei Marchesi di San Germano (nipote della regina Paola del Belgio, 10 aprile 1945) il 24 maggio 1974, divorziarono. Sposò Antonella Rendina (nata nel 1969) nel 2007. Ebbero quattro figli.

## Morte
Alvaro morì il 22 agosto 1997 a Montecarlo.

## Ascendenza
|                                            |                                       |                                          | Genitori                                         |  |  | Nonni |  |  | Bisnonni             |  |  | Trisnonni                    |  |
|                                            |                                       |                                          |                                                  |  |  |       |  |  | 8. Antonio d'Orléans |  |  | 16. Luigi Filippo di Francia |  |
|                                            |                                       |                                          |                                                  |  |  |       |  |  | 8. Antonio d'Orléans |  |  | 16. Luigi Filippo di Francia |  |
|                                            |                                       | 17. Maria Amalia di Borbone-Due Sicilie  |                                                  |  |  |       |  |  | 8. Antonio d'Orléans |  |  |                              |  |
| 4. Antonio d'Orléans                       |                                       |                                          |                                                  |  |  |       |  |  | 8. Antonio d'Orléans |  |  |                              |  |
|                                            |                                       | 9. Luisa Ferdinanda di Borbone-Spagna    | 18. Ferdinando VII di Spagna                     |  |  |       |  |  |                      |  |  |                              |  |
|                                            |                                       | 9. Luisa Ferdinanda di Borbone-Spagna    | 18. Ferdinando VII di Spagna                     |  |  |       |  |  |                      |  |  |                              |  |
|                                            |                                       | 9. Luisa Ferdinanda di Borbone-Spagna    | 19. Maria Cristina di Borbone-Due Sicilie        |  |  |       |  |  |                      |  |  |                              |  |
| 2. Alfonso d'Orléans                       |                                       | 9. Luisa Ferdinanda di Borbone-Spagna    |                                                  |  |  |       |  |  |                      |  |  |                              |  |
|                                            |                                       | 10. Francesco d'Assisi di Borbone-Spagna | 20. Francesco di Paola di Borbone-Spagna         |  |  |       |  |  |                      |  |  |                              |  |
|                                            |                                       | 10. Francesco d'Assisi di Borbone-Spagna | 20. Francesco di Paola di Borbone-Spagna         |  |  |       |  |  |                      |  |  |                              |  |
|                                            |                                       | 10. Francesco d'Assisi di Borbone-Spagna | 21.Luisa Carlotta di Borbone-Due Sicilie         |  |  |       |  |  |                      |  |  |                              |  |
| 5. Eulalia di Borbone-Spagna               |                                       | 10. Francesco d'Assisi di Borbone-Spagna |                                                  |  |  |       |  |  |                      |  |  |                              |  |
|                                            |                                       | 11. Isabella II di Spagna                | 22. Ferdinando VII di Spagna (= 18)              |  |  |       |  |  |                      |  |  |                              |  |
|                                            |                                       | 11. Isabella II di Spagna                | 22. Ferdinando VII di Spagna (= 18)              |  |  |       |  |  |                      |  |  |                              |  |
|                                            |                                       | 11. Isabella II di Spagna                | 23. Maria Cristina di Borbone-Due Sicilie (= 19) |  |  |       |  |  |                      |  |  |                              |  |
| 1. Alvaro d'Orléans                        |                                       | 11. Isabella II di Spagna                |                                                  |  |  |       |  |  |                      |  |  |                              |  |
|                                            | 12. Alberto di Sassonia-Coburgo-Gotha | 24. Ernesto I di Sassonia-Coburgo-Gotha  |                                                  |  |  |       |  |  |                      |  |  |                              |  |
|                                            | 12. Alberto di Sassonia-Coburgo-Gotha | 24. Ernesto I di Sassonia-Coburgo-Gotha  |                                                  |  |  |       |  |  |                      |  |  |                              |  |
|                                            | 12. Alberto di Sassonia-Coburgo-Gotha | 25. Luisa di Sassonia-Gotha-Altenburg    |                                                  |  |  |       |  |  |                      |  |  |                              |  |
| 6. Alfredo, duca di Sassonia-Coburgo-Gotha | 12. Alberto di Sassonia-Coburgo-Gotha |                                          |                                                  |  |  |       |  |  |                      |  |  |                              |  |
|                                            |                                       | 13. Vittoria del Regno Unito             | 26. Edoardo Augusto di Hannover                  |  |  |       |  |  |                      |  |  |                              |  |
|                                            |                                       | 13. Vittoria del Regno Unito             | 26. Edoardo Augusto di Hannover                  |  |  |       |  |  |                      |  |  |                              |  |
|                                            |                                       | 13. Vittoria del Regno Unito             | 27. Vittoria di Sassonia-Coburgo-Saalfeld        |  |  |       |  |  |                      |  |  |                              |  |
| 3. Beatrice di Sassonia-Coburgo-Gotha      |                                       | 13. Vittoria del Regno Unito             |                                                  |  |  |       |  |  |                      |  |  |                              |  |
|                                            |                                       | 14. Alessandro II di Russia              | 28. Nicola I di Russia                           |  |  |       |  |  |                      |  |  |                              |  |
|                                            |                                       | 14. Alessandro II di Russia              | 28. Nicola I di Russia                           |  |  |       |  |  |                      |  |  |                              |  |
|                                            |                                       | 14. Alessandro II di Russia              | 29. Carlotta di Prussia                          |  |  |       |  |  |                      |  |  |                              |  |
| 7. Marija Aleksandrovna Romanova           |                                       | 14. Alessandro II di Russia              |                                                  |  |  |       |  |  |                      |  |  |                              |  |
|                                            |                                       | 15. Maria d'Assia-Darmstadt              | 30. Luigi II d'Assia                             |  |  |       |  |  |                      |  |  |                              |  |
|                                            |                                       | 15. Maria d'Assia-Darmstadt              | 30. Luigi II d'Assia                             |  |  |       |  |  |                      |  |  |                              |  |
|                                            |                                       | 15. Maria d'Assia-Darmstadt              | 31. Guglielmina di Baden                         |  |  |       |  |  |                      |  |  |                              |  |
|                                            |                                       | 15. Maria d'Assia-Darmstadt              |                                                  |  |  |       |  |  |                      |  |  |                              |  |